# ICD-10 第二十一章：影响健康状态和与保健机构接触的因素
ICD-10 第二十一章：影响健康状态和与保健机构接触的因素，即国际疾病与相关健康问题统计分类第十版的第二十一个分类分系统，主要包括各种影响健康状态和与保健机构接触的因素分类及代码。世界卫生组织表示，该分系统更多是涉及环境所造成的意外性，而非之前章节所列的诊断及问题。

## Z00-Z13 为检查调查而与保健机构接触的人
- Z00 无主诉或诊断报告的人接受的一般性检查和调查
- Z01 无主诉或诊断报告的人接受的其他特殊性检查和调查
- Z02 为行政管理目的接受的检查和会面
- Z03 为可疑疾病和情况接受的医疗观察和评价
- Z04 为其他原因接受的检查和观察
- Z08 恶性肿瘤治疗后的随诊检查
- Z09 除恶性肿瘤外，为其他情况治疗后的随诊检查
- Z10 限定人群的常规一般性健康查体
- Z11 传染病和寄生虫病的特殊筛选检查
- Z12 肿瘤的特殊筛选检查
- Z13 其他疾病和疾患的特殊筛选检查

## Z20-Z29 具有与传染病有关的潜在健康危害的人
- Z20 接触和暴露于传染病
- Z21 无症状的人类免疫缺陷病毒感染状态
- Z22 传染病病原携带者
- Z23 为抗单一的细菌性疾病采取必要的免疫
- Z24 为抗某些单一的病毒性疾病采取必要的免疫
- Z25 为抗其他单一的病毒性疾病采取必要的免疫
- Z26 为抗其他单一的传染病采取必要的免疫
- Z27 为抗多种传染病采取必要的联合免疫
- Z28 免疫未进行
- Z29 其他必要的预防措施

## Z30-Z39 与生殖有关的情况而与保健机构接触的人
- Z30 避孕问题
- Z31 生育问题
- Z32 妊娠检查和检验
- Z33 附带妊娠状态
- Z34 正常妊娠监督
- Z35 高危妊娠监督
- Z36 产前筛选
- Z37 分娩的结局
- Z38 按照出生地点划分活产婴儿
- Z39 产后医疗照顾和检查

## Z40-Z54 为特殊操作和卫生保健而与保健机构接触的人
- Z40 预防性手术
- Z41 非以改善健康状况为目的的操作
- Z42 涉及整形手术的随诊医疗
- Z43 对人工造口的维护
- Z44 外部假体装置的安装和调整
- Z45 植入装置的调整和管理
- Z46 其他植入装置的安装和调整
- Z47 其他矫形外科的随诊医疗
- Z48 其他手术的随诊医疗
- Z49 涉及透析的医疗
- Z50 涉及使用康复操作的医疗
- Z51 其他医疗照顾
- Z52 器官和组织的供者
- Z53 为特殊操作而与保健机构接触的人，但操作未进行
- Z54 恢复期

## Z55-Z65 具有与社会经济和心理社会情况有关的潜在健康危害的人
- Z55 与教育和文化素养有关的问题
- Z56 与就业和失业有关的问题
- Z57 职业性危险因素
- Z58 与外界环境有关的问题
- Z59 与住房和经济情况有关的问题
- Z60 与社会环境有关的问题
- Z61 与童年时消极生活事件有关的问题
- Z62 与养育有关的其他问题
- Z63 与家族有关的其他问题，包括家庭环境
- Z64 与某些心理社会情况有关的问题
- Z65 与其他心理社会情况有关的问题

## Z70-Z76 因其他情况而与保健机构接触的人
- Z70 与性态度、性行为和性取向有关的咨询
- Z71 为其他咨询和医疗指导而与保健机构接触的人，不可归类在他处者
- Z72 与生活方式有关的问题
- Z73 与生活管理困难有关的问题
- Z74 与依赖于照料人员有关的问题
- Z75 与医疗设施和其他卫生保健有关的问题
- Z76 在其他情况下与保健机构接触的人

## Z80-Z99 与家族、个人史以及影响健康状态的某些情况有关的、潜在健康危害的人
- Z80 恶性肿瘤家族史
- Z81 精神和行为障碍家族史
- Z82 导致劳动能力丧失的某些伤残的慢性疾病家族史
- Z83 其他特指疾患家族史
- Z84 其他情况家族史
- Z85 恶性肿瘤个人史
- Z86 某些其他疾病个人史
- Z87 其他疾病和情况个人史
- Z88 对药物、药剂和生物制品过敏个人史
- Z89 四肢后天性缺失
- Z90 器官后天性缺失，不可归类在他处者
- Z91 危险因素个人史，不可归类在他处者
- Z92 医疗个人史
- Z93 人工辅助状态
- Z94 器官和组织移植状态
- Z95 具有心脏和血管植入物和移植物
- Z96 具有其他功能性植入物
- Z97 具有其他装置
- Z98 其他手术后状态
- Z99 依赖于可启动机器和装置，不可归类在他处者